# Jesucristo en la mitología comparada
El estudio de Jesucristo en la mitología comparada es el examen de las narraciones de la vida de Jesús en los evangelios canónicos, la teología y las tradiciones cristianas en relación con la mitología cristiana y otras religiones. Durante más de un siglo, distintos autores han señalado numerosos paralelismos entre los puntos de vista cristianos sobre Jesús y otros principios religiosos o míticos. Entre ellos, los misterios grecorromanos, la mitología del antiguo Egipto y otras analogías generales en las que se encuentran patrones culturales compartidos de dioses que mueren y resucitan en el contexto del mito de Jesús. Aunque algunos expertos siguen apoyando estas analogías, otros sostienen que las similitudes que se perciben no suelen tener bases históricas, que los judíos galileos monoteístas del siglo I no estaban abiertos a mitos paganos, y que las analogías están basadas normalmente en la paralelomanía, que exagera la importancia de parecidos poco significativos.

## Mitología comparativa

### Introducción
Se han señalado numerosos paralelismos entre los puntos de vista cristianos sobre Jesús y otros principios religiosos o míticos. No obstante, el profesor estadounidense de teología Paul Eddy y el pastor evangélico Gregory Boyd (1957-) afirman que no existe evidencia de una influencia histórica de los mitos paganos, como los dioses que mueren y resucitan en los autores del Nuevo Testamento, y muchos académicos admiten que este tipo de influencia histórica es totalmente inverosímil, dado que los judíos galileos monoteístas del siglo I no estaban abiertos a mitos paganos.
La historiadora estadounidense Paula Fredriksen (1951-) afirma que ningún trabajo de investigación serio debería situar a Jesucristo fuera del entorno del judaísmo palestino del siglo I.
Los expertos debaten un buen número de temas generales relacionados con los paralelismos entre Jesús y otros mitos. Por ejemplo, la simple existencia de la categoría «Deidad de vida, muerte y resurrección» se ha debatido lo largo del siglo XX, y muchos estudiosos modernos cuestionan la validez de la categoría.
A finales del siglo XX, entre los estudiosos había un consenso general contra la fiabilidad de los razonamientos utilizados para sugerir esta categoría. Tryggve Mettinger (que la apoya) afirma que los expertos están de acuerdo en que la categoría es inadecuada desde una perspectiva histórica. Estudiosos como Kurt Rudolph sostienen que el razonamiento utilizado para la construcción de la categoría ha estado plagado de defectos.
Otros expertos, como el estadounidense Samuel Sandmel (1911-1979), profesor de Biblia y Literatura Helenística en el Hebrew Union College, consideran que las conclusiones que se extraen simplemente de similitudes observadas son totalmente inválidas. Sandmel dio al hecho de ir a la caza de similitudes el nombre de «paralelomanía», un fenómeno por el que los estudiosos notan primero una supuesta similitud y después «proceden a describir fuente y derivación como si implicaran una conexión literaria que surge en una dirección predeterminada e inevitable», y por tanto exageran la importancia de parecidos insignificantes.

### Misterios grecorromanos

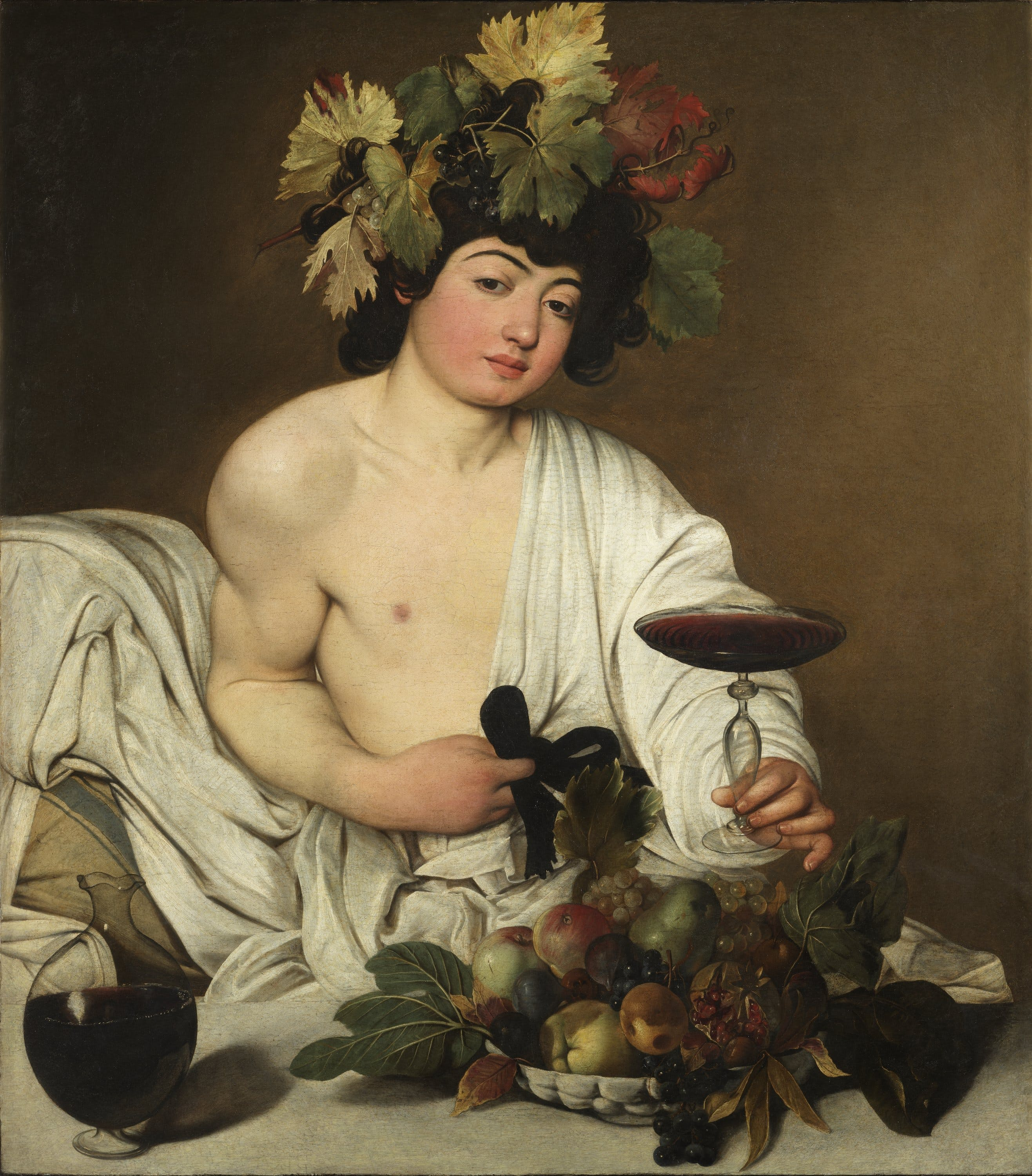
Representación de Baco (adaptación romana de Dioniso) en un lienzo de Caravaggio de 1595

Se han encontrado paralelismos entre la mitología griega y la vida de Jesús. Un ejemplo que se remonta a principios del siglo XIX es el de Friedrich Hölderlin, quien en su libro Brot und Wein (1800-1801) sugirió parecidos entre Cristo y el dios griego Dioniso
Eruditos modernos como Martin Hengel, Barry Powell y Peter Wick argumentan que el culto a Dioniso y el cristianismo muestran notables semejanzas. Señalan el simbolismo del vino y la importancia que ha tenido en la mitología que rodea tanto a Dioniso como a Jesucristo, aunque Wick arguye que el simbolismo del vino en el evangelio de San Juan, como la historia de la bodas de Caná, en la que Jesús convierte el agua en vino, se concibió para que Jesús pareciera superior a Dioniso.
Además, algunos expertos en mitología comparada afirman que tanto Dioniso como Jesús representan el arquetipo de dios que muere y resucita. Se han sugerido también otras semejanzas, como la celebración por medio de una comida ritual de pan y vino, y concretamente Powell afirma que en el culto a Dioniso se aprecian precursores de la noción cristiana de la transubstanciación. Otra afinidad se percibe en las bacantes, cuando Dioniso comparece ante el rey Penteo acusado de arrogarse la divinidad, que se compara con el relato del interrogatorio de Poncio Pilato a Jesús en el Nuevo Testamento.
E. Kessler argumenta que el culto a Dioniso se convirtió en un estricto monoteísmo hacia el siglo IV de la era cristiana, y al igual que el mitraísmo y otras sectas, el culto constituyó una instancia del «monoteísmo pagano», en competencia directa con el cristianismo primitivo durante la antigüedad tardía.

#### Mitra
La adoración de Mitra se practicó en buena parte del Imperio Romano a partir de mediados del siglo II d. C. Este culto era un sincretismo de distintos ritos religiosos, centrados en el dios Mitra, que emerge de una roca. Su más estrecha analogía con el cristianismo es el sacrificio del toro: Mitra captura y sacrifica un toro clavándole un cuchillo, y del toro muerto surgen granos y plantas que simbolizan la vida. Mitra era un dios solar, estrechamente asociado al Sol Invictus romano.
Stanley Porter señala que el mitraísmo se consolidó en el Imperio Romano tras su expansión, y llegó a Anatolia a finales del siglo I gracias a los soldados romanos, en una época en la que los elementos básicos de los evangelios ya existían, y por tanto no pudo tener influencia sobre dichos elementos.
Los primeros autores cristianos señalaron semejanzas entre las prácticas mitraicas y los rituales cristianos, pero adoptaron un punto de vista extremadamente negativo del mitraísmo: interpretaron los rituales mitraicos como copias malignas de los rituales cristianos. En el siglo II, Justino Mártir contrastó la comunión de iniciación mitraica con la eucaristía:

Por lo cual, también los malvados demonios de imitación han legado que lo mismo se haga en los misterios de Mitra. Por eso, en esos misterios se coloca pan y una taza de agua ante el iniciado con ciertas palabras que se pueden conocer o aprender.

Tertuliano escribió después que como preludio a la ceremonia de iniciación se le daba al iniciado un baño ritual, y al final, se le aplicaba una marca en la frente. Tertuliano describió estos ritos como una falsificación diabólica del bautismo y de la unción de los cristianos

### Antiguo Egipto

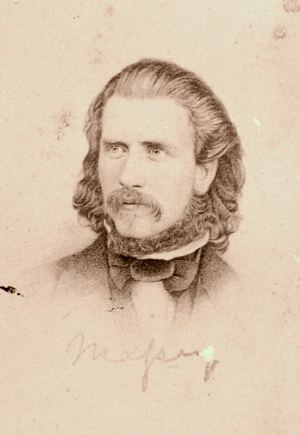
Gerald Massey, alrededor de 1856

A principios del siglo XX, Gerald Massey alegaba que hay similitudes entre el dios egipcio Horus y Jesús. En la misma línea de ideas, en la década de 1940, Alvin Boyd Kuhn sugirió que no solo la cristiandad, sino también el judaísmo se basaban en conceptos egipcios, y más recientemente, Tom Harpur ha expresado opiniones similares en su libro El Cristo pagano (Tom Harpur es un antiguo pastor anglicano que admite en su libro que creía en un Cristo espiritual, pero dudaba de que hubiera existido un Jesús histórico). Harpur reconoce a Massey y Khun como predecesores intelectuales de sus ideas, y el teólogo Stanley E. Porter afirma que buena parte del trabajo de Harpur se basa directamente en citas de Massey y Khun.
Porter señala que las analogías de Massey y Kuhn incluyen numerosos errores. Por ejemplo, Massey afirma que el 25 de diciembre se eligió como fecha del nacimiento de Jesús basándose en el nacimiento de Horus, pero el Nuevo Testamento no incluye ninguna referencia a la fecha o época del año en que nació Jesús. La primera fuente conocida que habla del 25 de diciembre como fecha del nacimiento de Jesús es Hipólito de Roma, escrito hacia principios del siglo III, que se basa en la presunción de que la concepción de Jesús tuvo lugar en el equinoccio de primavera. Hipólito situó el equinoccio en el 25 de marzo, y luego añadió nueve meses, hasta el 25 de diciembre, estableciendo de esta forma la fecha de la fiesta. La cronografia romana de 354 incluye una referencia a la celebración de la Navidad en diciembre a partir del siglo IV
Porter afirma que los graves errores históricos de Massey hacen que en ocasiones su trabajo no tenga sentido. Por ejemplo, Massey sostiene que las referencias bíblicas al rey Herodes el Grande se basan en el mito de Herrut, la malvada serpiente hidra, mientras que la existencia de dicho rey puede establecerse perfectamente sin recurrir a fuentes cristianas.
Según Harpur, Kuhn esperaba que sus ideas tuvieran un impacto darwiniano en los estudios religiosos, pero este impacto no se produjo, y los conceptos de Kuhn suelen ignorarse o rechazarse. Porter critica el trabajo de Kuhn a causa de varios errores, como el de confundir en sus conclusiones las fechas de la composición de la Mishná y del Talmud babilonio. Porter también critica las opiniones de Harpur, a menudo basadas en Kuhn, por su falta de rigor y coherencia.

#### Analogías de la resurrección
Los egipcios tenían rituales específicos de la cosecha que relacionaban la crecida y retirada de las aguas del río Nilo y el ciclo agrícola con la muerte y resurrección de Osiris. La siega de la cebada y el trigo estaba relacionada con la muerte de Osiris, mientras que el nacimiento de los brotes tenía su origen en el poder de Osiris para resucitar la tierra de labor

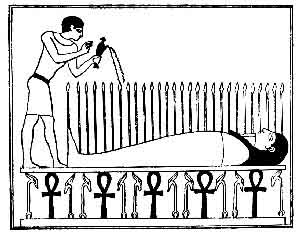
Lecho de Osiris, en el que ayuda a la germinación de los granos y renueva el ciclo de la cosecha

Los lechos de Osiris, habituales en el antiguo Egipto, eran recipientes huecos con el aspecto de sarcófago del dios, rellenos de tierra y semillas que al crecer salían por los orificios de la tapa, representando su poder de controlar la naturaleza incluso después de muerto.
George Albert Wells, ideólogo del mito de Jesús, sigue viendo una analogía entre Osiris y la resurrección de Jesús según las epístolas paulinas, ya que Osiris muere y es enterrado el primer día y su resurrección se celebra el tercer día con el grito jubiloso de «Osiris ha sido encontrado». No obstante, al cambiar su posición sobre Jesús en la historia, Wells sostiene ahora que el personaje que se menciona en la fuente Q no es totalmente mítico, y «no debe identificarse con el Cristo que muere y resucita en las epístolas primitivas».
Bruce M. Metzger, estudioso de la Biblia, no ve una analogía directa, y señala que en un relato del ciclo de Osirirs, este muere el 17 del mes de Hator (28 de octubre – 27 de noviembre) y revive el 19, y lo compara con el retorno a la vida de Cristo «el tercer día», pero considera que «resurrección» es una descripción cuestionable. A. J. M. Wedderburn declara que la resurrección en el antiguo Egipto difiere de la que aparece en la tradición judeocristiana, ya que los antiguos egipcios concebían la vida después de la muerte como una entrada en el reino de Osiris. Marvin Mayer apunta que algunos expertos consideran que la idea de la muerte y resurrección de los dioses en las religiones mistéricas pertenece a la fantasía, pero sugiere que esta opinión estaría motivada por inquietudes apologéticas, en un intento de mantener la resurrección de Cristo como un hecho único

#### Analogías artísticas
Cuando Gerald Massey propuso sus teorías, se encontraron analogías artísticas entre los mitos egipcios y el arte cristiano de la época primitiva. Por ejemplo, Massey afirmó que la existencia de representaciones de Lázaro envuelto en lienzos como una momia prueba que la resurrección de Lázaro tiene origen egipcio. Porter señala que el arte cristiano realizado siglos después de la escritura del Nuevo Testamento no podría haberlo influenciado.
Ciertos expertos ven semejanzas entre las estatuas de Isis y Horus y las representaciones posteriores de la Virgen con el niño. No obstante, las ilustraciones posteriores del arte cristiano tienen muy poco que ver con el origen de los textos bíblicos. Stephen Benko sostiene que algunas imágenes de María y Jesús comparten semejanzas con representaciones existentes de Horus e Isis en el arte del Antiguo Egipto. El egiptólogo Erik Hornung escribió que «Había una evidente analogía entre los niños Horus y Jesús y el cuidado que recibieron de sus sagradas madres: mucho antes del cristianismo, Isis llevaba el título de "madre de dios"» si bien el parelismo avoca dicha expresión, no se maneja por los estudiosos que el culto a María como Theotokos provenga de la mitología egipcia, ya que aparte de la evocada "maternidad divina" el centro de culto de Isis, abarcaba la magia y la fertilidad, características nunca dadas a María.

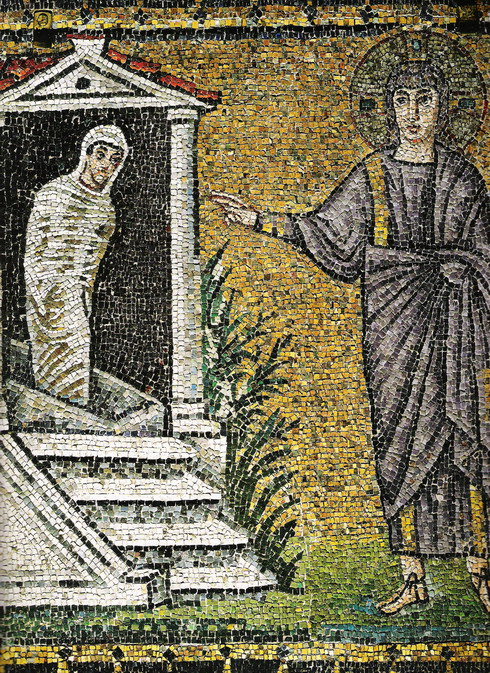
Mosaico del siglo VI sobre la resurrección de Lázaro , Basílica de San Apolinar el Nuevo, Rávena, Italia
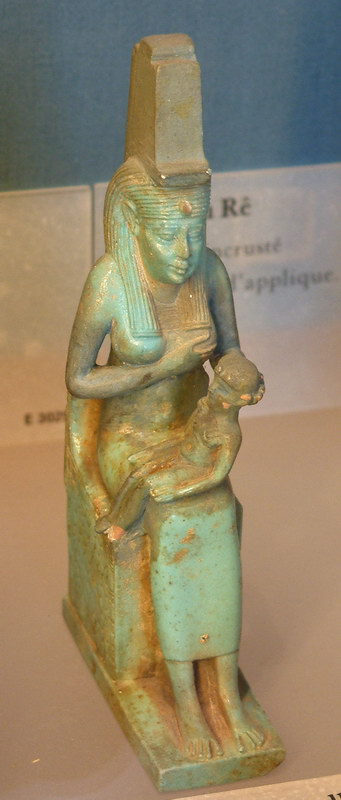
Isis amamantando a Horus, Museo del Louvre
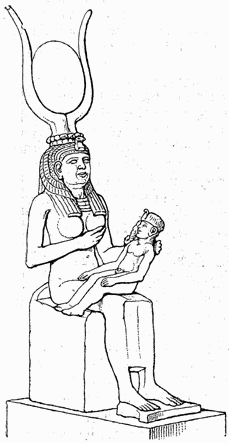
Estatua de Isis amamantando al niño Horus realizada en la época Ptolemaica
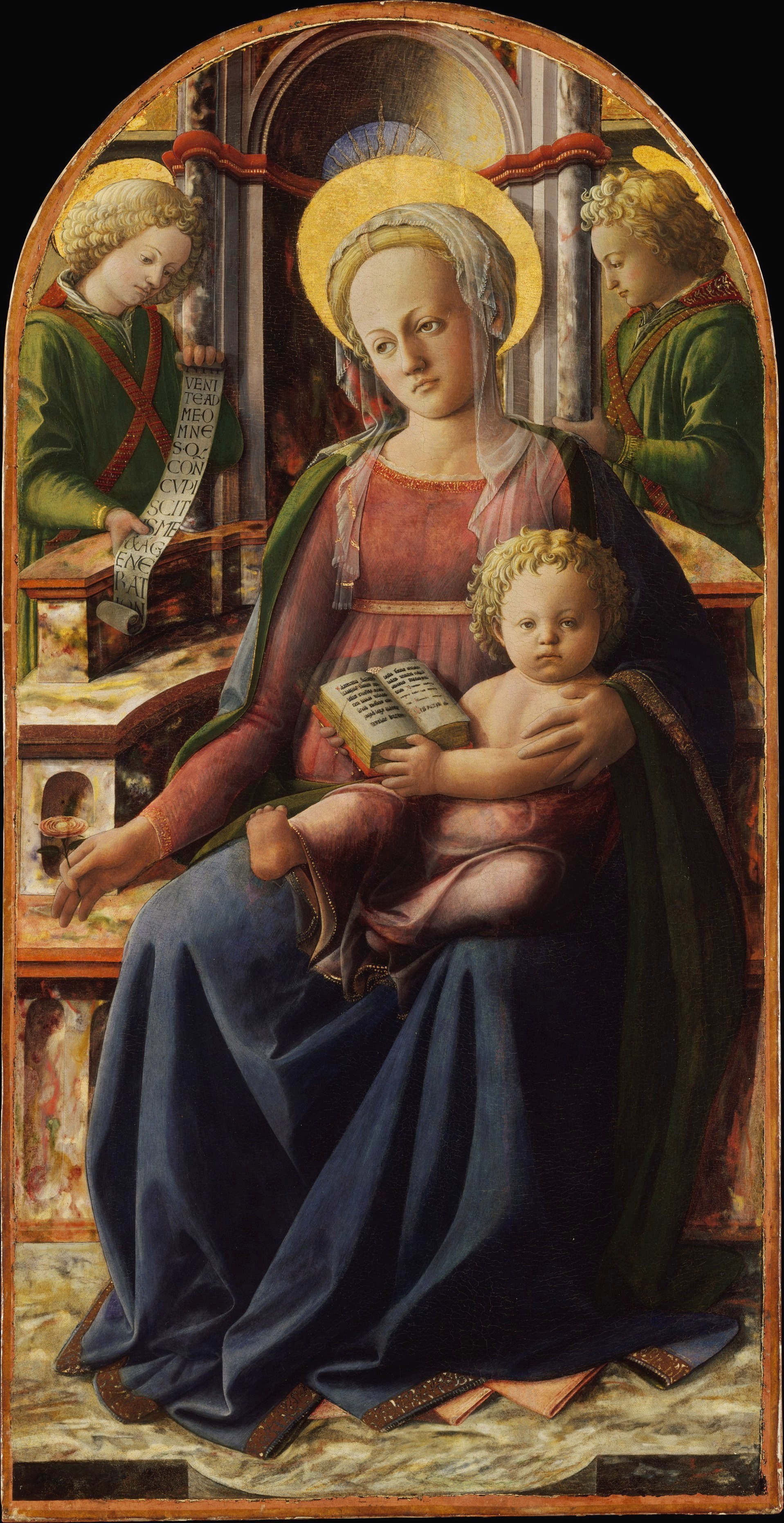
Pintura de la Virgen y el niño en la Sedes sapientiae («trono de la sabiduría»), de Fra Filippo Lippi, siglo XV

### Budismo e hinduismo
La historia de que Jesús viajó de adulto a India y estudió con budistas e hindúes antes de comenzar su ministerio en Galilea apareció por primera vez en el libro La vida desconocida de Jesucristo de Nicolás Notovitch (1894), que fue muy difundido y se convirtió en la base de otras teorías. La teoría de Notovitch fue desde el principio controvertida y muy criticada. Cuando los historiadores examinaron a fondo su historia, Notovitch confesó haber inventado las pruebas

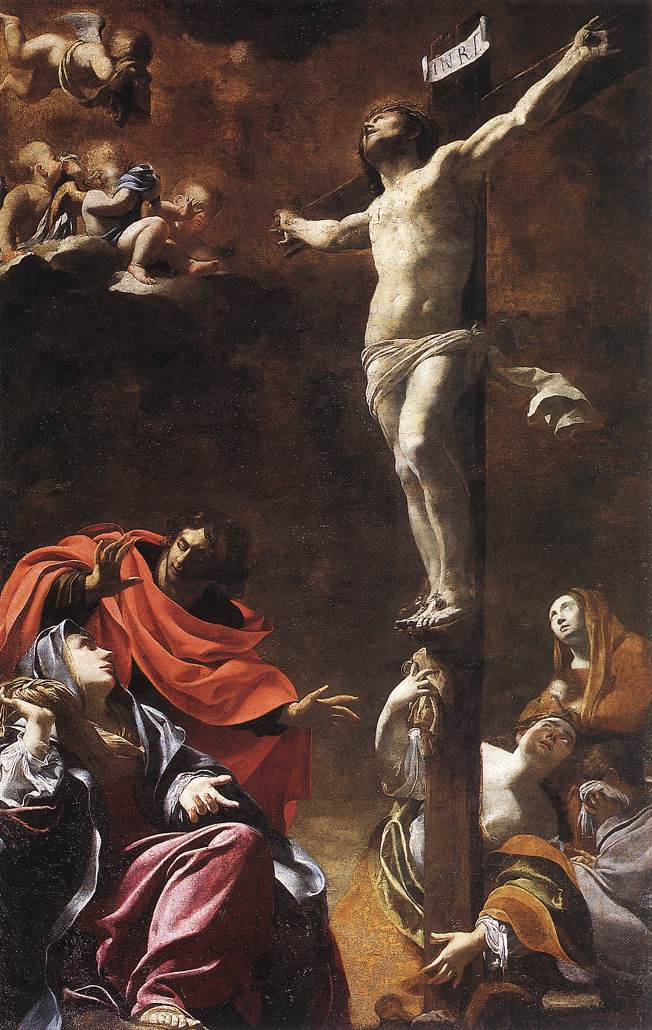
La crucifixión (1622), de Simon Vouet. Iglesia de Jesús, Génova. La crucifixión de Jesús es el punto central de la teología cristiana

- Robert Van Voorst sostiene que los expertos modernos se muestran «casi unánimemente de acuerdo» en que las teorías de viajes de Jesús al Tíbet, Cachemira o India no contienen «nada de valor».[50]
- Marcus Borg afirma que cualquier sugerencia de que Jesús viajó de adulto a Egipto o India y entró en contacto con el budismo «no tiene fundamento histórico».[51]
- John Dominic Crossan asegura que ninguna de las teorías presentadas sobre los viajes de Jesús para rellenar el hueco entre su niñez y el comienzo de su ministerio tienen apoyos de eruditos actuales.[52]

A pesar del rechazo a los viajes de Jesús se han señalado algunas analogías, como es el caso de Jerry H. Bentley, que plantea la posibilidad de que «el budismo influenciara el primitivo desarrollo de la cristiandad» y sugiere prestar «atención a muchos paralelismos referentes a nacimientos, vidas, doctrinas y muertes de Buda y Jesús». Z. P. Thundy ha hecho un seguimiento de las similitudes y diferencias entre el relato del parto de Maya, al dar a luz a Buda, y el de María al nacer Jesús, y señaló que aunque existen semejanzas, como el parto virginal, hay diferencias, como que María sobrevive a Jesús después de criarlo, pero Maya muere poco después del nacimiento de Buda, como todas las madres de Buda en la tradición budista. Thundy no asevera que haya ninguna evidencia histórica de que los relatos cristianos del nacimiento de Jesús derivasen de las tradiciones budistas, pero propone ese tema para investigaciones posteriores.
Otros expertos han rechazado estas analogías. Por ejemplo, Leslie Houlden afirma que aunque en épocas modernas se han detectado paralelismos entre las enseñanzas de Jesús y Buda, estas comparaciones emergieron después de que hubiera contacto con misioneros en el siglo XIX y no hay evidencias históricamente fiables de que existiera relación entre el budismo y Jesús.
Estudiosos como Paul Numrich afirman que a pesar de las analogías superficiales no académicas, budismo y cristianismo presentan diferencias inherentes e irreconciliables en lo más profundo. La iconografía de las dos tradiciones subraya la diferencia de perspectiva entre Buda y Jesús, contrastado la pacífica muerte de Buda Gautama a avanzada edad con la cruda imagen de la crucifixión de Jesús como sacrificio voluntario para la expiación de los pecados de la humanidad. Los eruditos del budismo, como Masao Abe y D. T. Suzuki, ven la trascendencia de la crucifixión en el cristianismo como una irreconciliable brecha entre las vidas de Buda y Jesús
A pesar de todo, algunos hindúes ve a Jesús como un avatar shaktavesha o una encarnación fortalecida.

## Teoría del mito de Jesús

### Jesús como mito

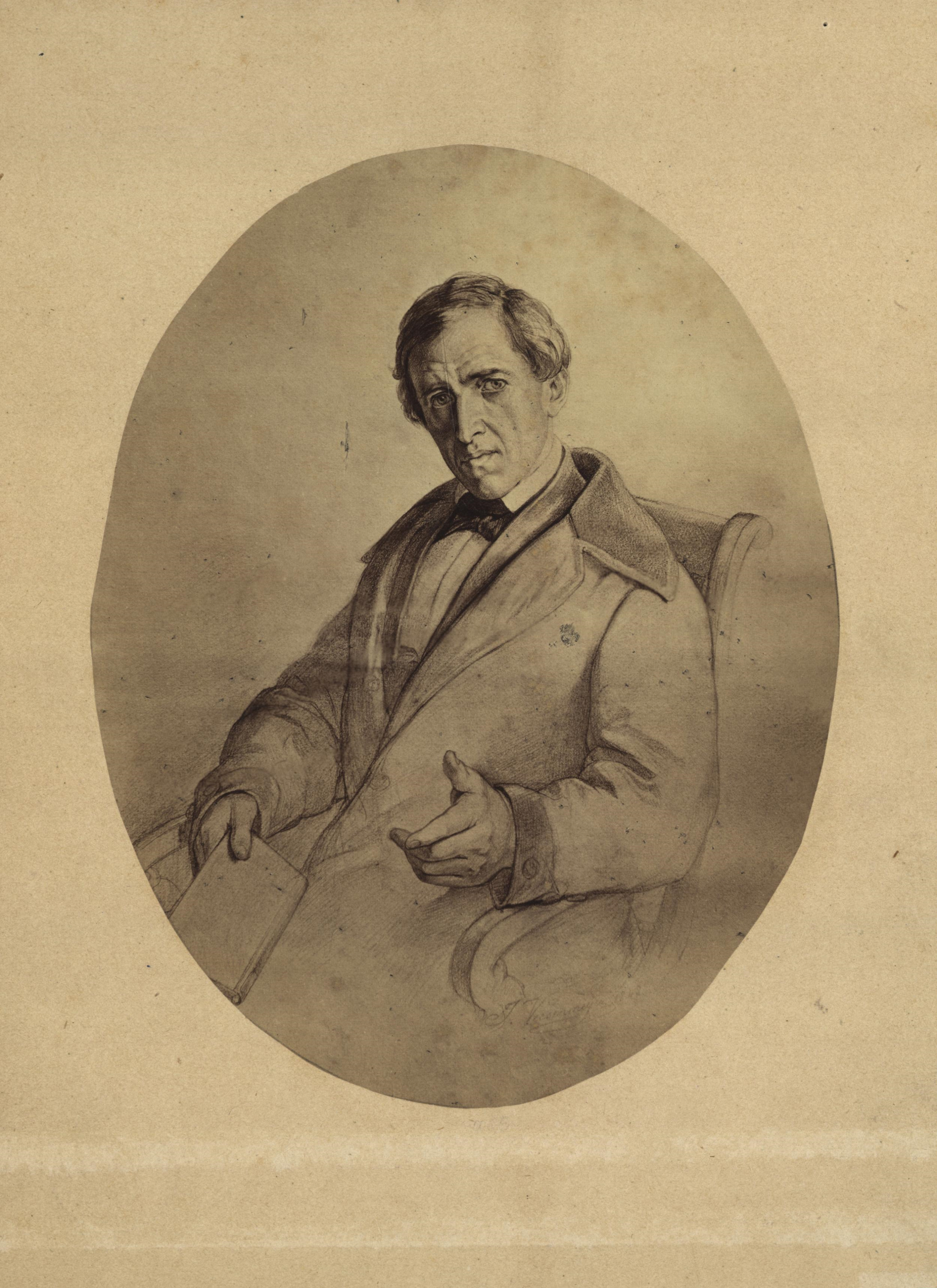
David Friedrich Strauss, primer escritor en argumentar sistemáticamente que muchos relatos de los Evangelios eran un mito

La «teoría del mito de Cristo» enuncia que es muy improbable que Jesús de Nazaret existiera, o que si lo hizo, no tuvo virtualmente nada que ver con la fundación del cristianismo. La noción de que nunca existió un Jesús histórico tiene muy pocos apoyos entre los expertos. No obstante, ciertos expertos europeos y norteamericanos argumentan que se debe continuar investigando y debatiendo este tema.
Los orígenes de la teoría del mito de Cristo se remontan a la Francia de finales del siglo XVIII, al trabajo de Constantin-Volney y Charles Dupuis. En 1835, los escritos más metódicos de David Friedrich Strauss provocaron un escándalo en Europa. Strauss no negaba la existencia de Jesús, pero creía que se conocían realmente muy pocos hechos sobre él, y calificó de «míticos» los relatos sobre milagros de los Evangelios. En la misma época, Bruno Bauer comenzó a proponer ideas similares.
A principios del siglo XX, Arthur Drews, William B. Smith y John M. Robertson se convirtieron en los proponentes más reconocidos de la teoría del mito de Cristo.
En épocas más recientes, eruditos como el profesor de alemán George Albert Wells y el profesor sueco de inglés Alvar Ellegård publicaron numerosos argumentos en apoyo de la teoría.
El debate sobre la teoría del mito de Cristo ha conocido un «masivo resurgir» desde la aparición de Internet se han publicado numerosos libros y documentales sobre el tema. Entre los expertos en el Nuevo Testamento que actualmente apoyan la teoría está en antiguo pastor baptista Robert M. Price, el sacerdote anglicano Tom Harpur y el sacerdote católico Thomas L. Brodie.

### Paralelismos y analogías

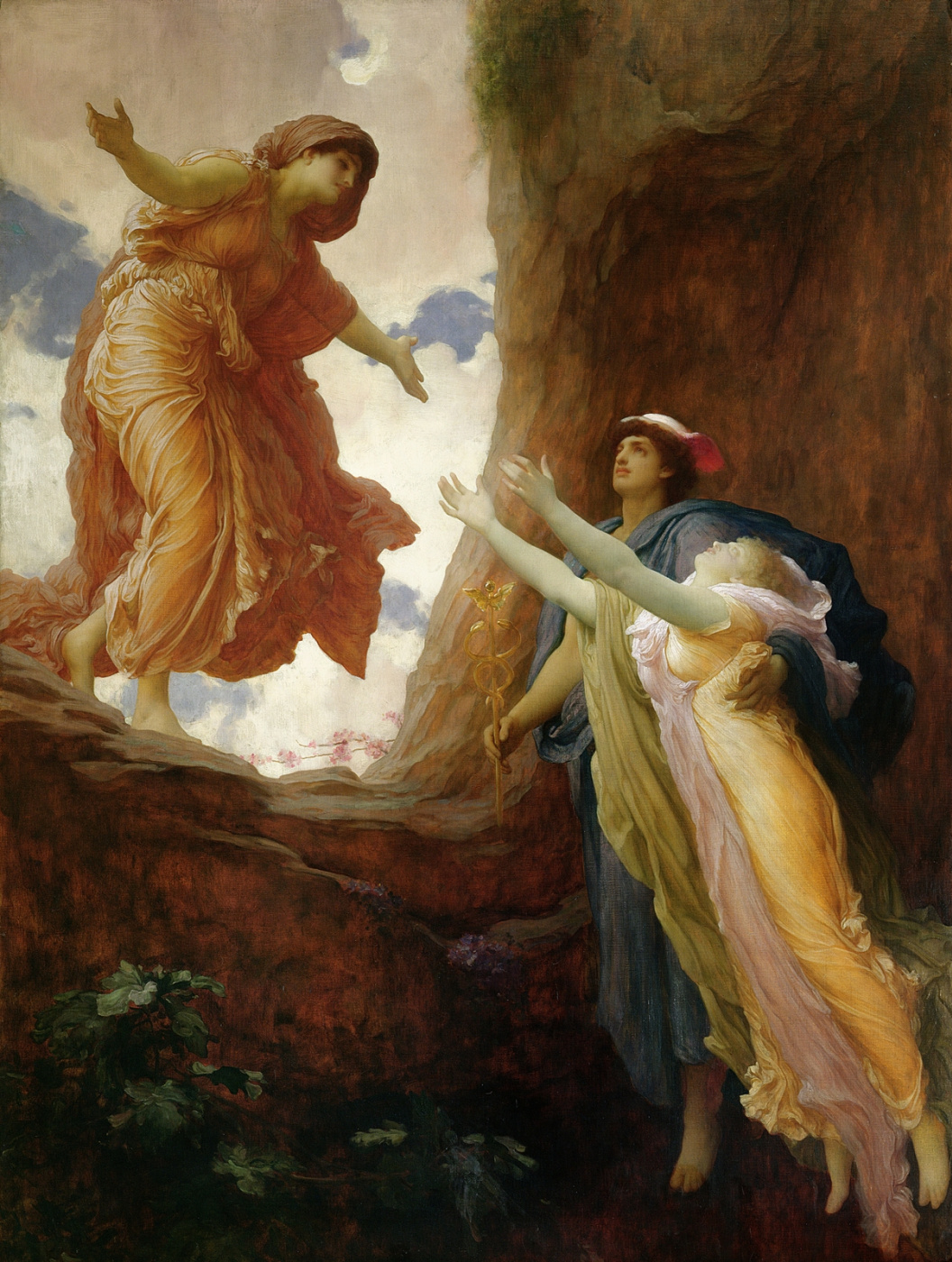
El retorno de Perséfone de Frederic Leighton (1891)

Algunos eruditos modernos sostienen que los detalles de la vida de Jesús presentan similitudes con mitos antiguos y podrían estar influidos por ellos, y otros estudiosos sostienen que las analogías no tienen base histórica.
También hay argumentos en sentido contrario, como que la historia de la vida de Jesús, tal y como la relataron los primitivos cristianos durante los siglos II y III dio origen a nuevos movimientos religiosos como el gnosticismo.
Volney y Dupuis fueron los primeros autores modernos en presentar,  alrededor del siglo XVIII, una analogía entre Jesús y otras deidades solares anteriores. A principios del siglo XX,  John M. Robertson y William Benjamin Smith siguieron el mismo patrón e hicieron comparaciones similares entre Jesús y otras deidades solares. No obstante, estos argumentos fueron criticados por otros estudiosos, como F. C. Coneybeare y H. G. Wood, con el argumento de que las analogías no tenían base histórica.
En su libro El héroe de las mil caras (de 1949), el mitólogo estadounidense Joseph Campbell (1904-1987) avanzó la teoría de que solo había un único mito tras las historias de Krishna, Buda, Apolonio de Tiana, Jesús y otros héroes.
Posteriormente, en «The Masks of God: Occidental Mythology» (Las máscaras de Dios: Mitología occidental), Campbell afirma que «está claro que, sea exacta o no en los detalles biográficos, la conmovedora leyenda del Cristo crucificado y revivido estaba ideada para añadir nueva calidez, inmediatez y humanidad a los viejos relatos sobre los adorados Tammuz, Adonis y Osiris».
Otros especialistas rechazan la teoría de que las tradiciones cristianas más primitivas relacionadas con Jesús tengan explicación en las semejanzas con fuentes no cristianas. Por ejemplo, la historiadora estadounidense Paula Fredriksen (1951-) afirma que ningún trabajo serio debería situar a Jesucristo fuera del ámbito del judaísmo palestino del siglo I.
Los estudiosos de la Biblia también suelen rechazar el concepto de dioses de muerte y resurrección homogéneos, cuya validez a menudo presuponen algunos defensores de la teoría del mito de Cristo, como el experto en el Nuevo Testamento Robert Price. Tryggve Mettinger, antiguo profesor de biblia hebrea en la Universidad Lund, es uno de los académicos que apoya la conjetura de los «dioses que mueren y vuelven de la muerte», pero afirma que Jesús no encaja en el patrón más amplio

### Películas y documentales
Numerosos documentales y películas de habla inglesa producidas entre 2005 y 2008 se centran en las similitudes entre Jesucristo y ciertas figuras mitológicas antiguas:
- The God Who Wasn't There (El Dios que no estaba allí), dirigido por Brian Flemming, con Richard Carrier y Robert M. Price (2005)
- The Pagan Christ (El Cristo pagano), producido por la Canadian Broadcasting Corporation, con Tom Harpur (2007)
- Zeitgeist: The Movie dirigida por Peter Joseph (2007)
- The Hidden Story of Jesus (‘la historia oculta de Jesús’) producida por Channel 4, con Robert Beckford (2007)
- Religulous dirigido por Larry Charles, con Bill Maher (2008).